# Дир Крик (Илиноис)
Дир Крик (енгл. Deer Creek) град је у америчкој савезној држави Илиноис.

## Демографија
По попису из 2010. године број становника је 704, што је 99 (16,4%) становника више него 2000. године.
| Група             | 2000.       | 2010.       |
| Белци             | 598 (98,8%) | 684 (97,2%) |
| Афроамериканци    | 0 (0,0%)    | 5 (0,7%)    |
| Азијати           | 3 (0,5%)    | 1 (0,1%)    |
| Хиспаноамериканци | 1 (0,2%)    | 6 (0,9%)    |
| Укупно            | 605         | 704         |